# Eoophyla citrialis
Eoophyla citrialis là một loài bướm đêm trong họ Crambidae.